# Lisa Fasselt

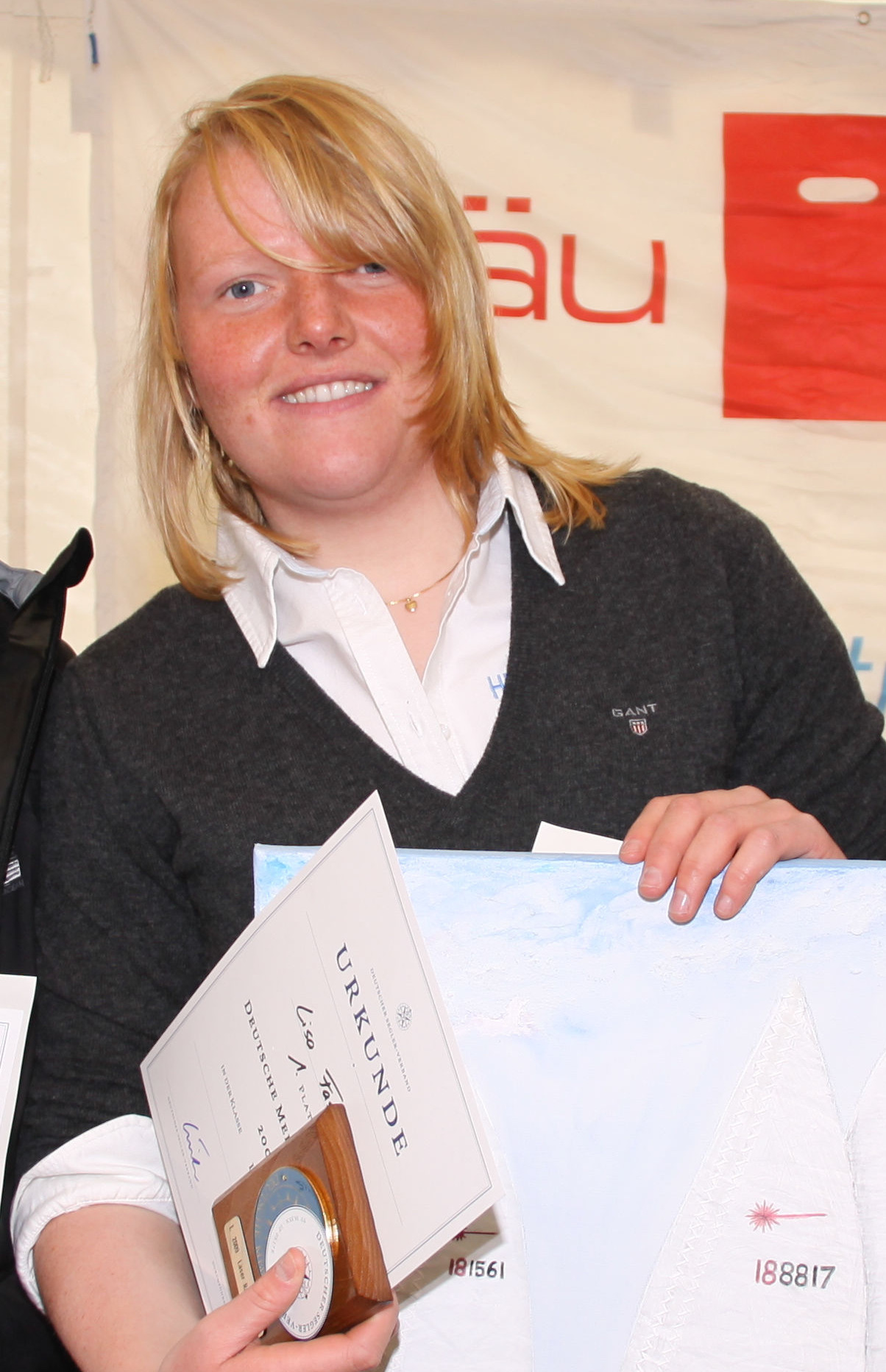
Lisa Fasselt bei der Siegerehrung der DM am Alpsee (2009)

Lisa Fasselt (* 13. Oktober 1988 in Essen) ist eine deutsche Seglerin.

## Werdegang
Das Segeln begann sie 1995 im Alter von sechs Jahren im Optimisten, der Einstiegsklasse für Einhandsegler. 2001 wechselte sie in die damals noch olympische Einhandklasse Europe und wurde Mitglied im Kader des Segler-Verbandes Nordrhein-Westfalen. Nachdem die Europe nach den Olympischen Spielen 2004 in Athen aus dem olympischen Programm genommen und durch den Laser Radial ersetzt wurde, wechselte sie die Bootsklasse und segelt seitdem  im Laser Radial. Beim Segler-Verband NRW trainierte sie bei Paul Keßler.
Fasselt lebte bis 2008 in Essen und besuchte das dortige Helmholtz-Gymnasium, eine Eliteschule des Sports. Von 2008 bis 2010 trainierte und lebte sie als Mitglied des C-Kaders des Deutschen Segler-Verbandes in Kiel. Ihr Heimatverein ist der Yachtclub Ruhrland in Essen. Seit September 2010 lebt und trainiert sie in Rostock.

## Erfolge
2006 belegte sie beim Europa-Cup in Hoorn in den Niederlanden den 7. Platz in der Gesamtwertung. Bei der Warnemünder Woche erreichte sie den 3. Platz der U-19 Wertung sowie den 6. Platz der U-22 Wertung. Bei der Jugend-Europameisterschaft in Riccione, Italien, ersegelte sie den 21. Platz und verpasste damit knapp die Qualifizierungskriterien für den D/C Kader. Im November wurde sie Landesjugendmeisterin Nordrhein-Westfalen.
Beim Europacup in Warnemünde ersegelte sie 2007 den 11. Platz in der Gesamtwertung und wurde Zweite der Damenwertung. Bei der Europameisterschaft in Scheveningen wurde sie 54. der Gesamtwertung und damit viertbeste Deutsche. Ihren Titel als Landesjugendmeisterin konnte sie 2007 erfolgreich verteidigen. Im November 2007 wurde Fasselt schließlich in den D/C Kader berufen, in dem die besten Damen der Laser Radial Klasse Deutschlands zusammen trainieren.
Bei der Europameisterschaft 2008 in Nieuwpoort, Belgien, belegte sie den 38. Platz. Zuvor hatte sie bereits den 2. Internationalen BMW-Cup 2008 gewonnen. In der deutschen Jahresrangliste 2008 belegte sie den 3. Platz. Auf der ISAF-Weltrangliste stand sie im Dezember 2008 auf dem 92. Platz.
Bei der Europameisterschaft 2009 in Charlottenlund, Dänemark belegte sie den 25. Platz. Im Oktober 2009 ersegelte sich Fasselt das erste Mal den Titel der Deutschen Meisterin auf dem bayerischen Alpsee. Im Dezember 2009 belegte sie bei der Sail Melbourne Platz zehn. Die Kieler Woche 2010 beendete sie auf dem 15. Platz.
Lisa Fasselt belegte 2011 den zweiten Rang bei der Deutschen Meisterschaft.